# 章和 (高昌)
章和（531年—548年）是高昌的君主麴坚的一個年號，共18年。

## 大事记
- 章和二年（532年）六月，高昌遣使向北魏朝獻。（《冊府元龜》卷969）

## 纪年
| 章和 | 元年   | 二年   | 三年   | 四年   | 五年   | 六年   | 七年   | 八年   | 九年  | 十年  |
| ---- | ------ | ------ | ------ | ------ | ------ | ------ | ------ | ------ | ----- | ----- |
| 公元 | 531年  | 532年  | 533年  | 534年  | 535年  | 536年  | 537年  | 538年  | 539年 | 540年 |
| 干支 | 辛亥   | 壬子   | 癸丑   | 甲寅   | 乙卯   | 丙辰   | 丁巳   | 戊午   | 己未  | 庚申  |
| 章和 | 十一年 | 十二年 | 十三年 | 十四年 | 十五年 | 十六年 | 十七年 | 十八年 |       |       |
| 公元 | 541年  | 542年  | 543年  | 544年  | 545年  | 546年  | 547年  | 548年  |       |       |
| 干支 | 辛酉   | 壬戌   | 癸亥   | 甲子   | 乙丑   | 丙寅   | 丁卯   | 戊辰   |       |       |

## 參看
- 中國年號索引
- 同期存在的其他政权年号
  - 中大通（529年十月—534年十二月）：南朝梁政權梁武帝萧衍的年号
  - 大同（535年正月—546年四月）：南朝梁政權梁武帝萧衍的年号
  - 中大同（546年四月—547年四月）：南朝梁政權梁武帝萧衍的年号
  - 太清（547年四月—549年十二月）：南朝梁政權梁武帝萧衍的年号
  - 上願（535年）：南朝梁時期領導鮮于琛的年号
  - 永漢（542年正月—二月）：南朝梁時期領導劉敬躬的年号
  - 正平（548年十一月—549年六月）：南朝梁政權臨賀王蕭正德的年号
  - 神嘉（525年十二月—535年三月）：北魏時期領導劉蠡升年号
  - 更興（530年六月—532年十二月）：北魏政权汝南王元悅年号
  - 建明（530年十月—531年二月）：北魏政权元晔年号
  - 普泰（531年二月—十月）：北魏政权元恭年号
  - 中興（531年十月—532年四月）：北魏政权安定王元朗年号
  - 太昌（532年四月—十二月）：北魏政权北魏孝武帝元修年号
  - 永興（532年十二月）：北魏政权北魏孝武帝元修年号
  - 永熙（532年十二月—534年十二月）：北魏政权北魏孝武帝元修年号
  - 天平（534年十月—537年十二月）：東魏政权東魏孝靜帝元善見年号
  - 元象（538年正月—539年十一月）：東魏政权東魏孝靜帝元善見年号
  - 興和（539年十一月—542年十二月）：東魏政权東魏孝靜帝元善見年号
  - 武定（543年正月—550年五月）：東魏政权東魏孝靜帝元善見年号
  - 平都（536年九月）：東魏時期領導王迢觸、曹貳龍年号
  - 大統（535年正月—551年十二月）：西魏政权西魏文帝元宝炬年号
  - 天德（544年—548年）：越南君主李賁的年号
  - 建元（536年—551年）：新羅法興王、真興王的年号

| 前一年號： 甘露 | 高昌年号 章和 | 下一年號： 永平 |